# Николаус I (Верле)
Николаус I фон Верле (на немски: Nikolaus I, Herr zu Werle; * ок. 1210; † 14 май 1277) от Дом Мекленбург е от 1229 до 1234 г. господар на Росток и от 1234 до 1277 г. господар на Верле.
Той е вторият син на княз Хайнрих Борвин II фон Мекленбург (1170–1226) и съпругата му Кристина от Швеция († 1248), дъщеря на крал Сверкер II от Швеция. По-големият му брат е княз Йохан I (1211–1264).
След подялбата на Мекленбург на Николаус е обещана частта Мекленбург-Верле. Николаус поема за своя малолетен брат Хайнрих Борвин III (1227–1277) до пълнолетието му управлението на Росток. Той води заедно с Барним I от Померания (1210–1278) война против Маркграфство Бранденбург и губи територии.
Николаус се жени през 1231 г. за Юта фон Анхалт († сл. 14 май 1277), дъщеря на Хайнрих I фон Анхалт. През 1237 г. княз Николаус прави дарение на манастир Бад Доберан. През 1275 г. той усмирява конфликт между синовете му. През 1281 г. синовете му разделят страната.

## Деца
- дъщеря, ∞ ок. 1284 Конрад I, граф на Гюцков
- дъщеря, ∞ Албрехт I, господар на Мекленбург
- Бернхард I (ок.  1245–ок.  1286), господар на Верле
- Хедвиг (1243–1287), ∞ Йохан II, маркграф на Бранденбург
- Хайнрих I (1245–1291), господар на Верле-Гюстров
- Йохан I ( ок. 1245–1283), господар на Верле-Пархим